# مادة متغيرة الطور

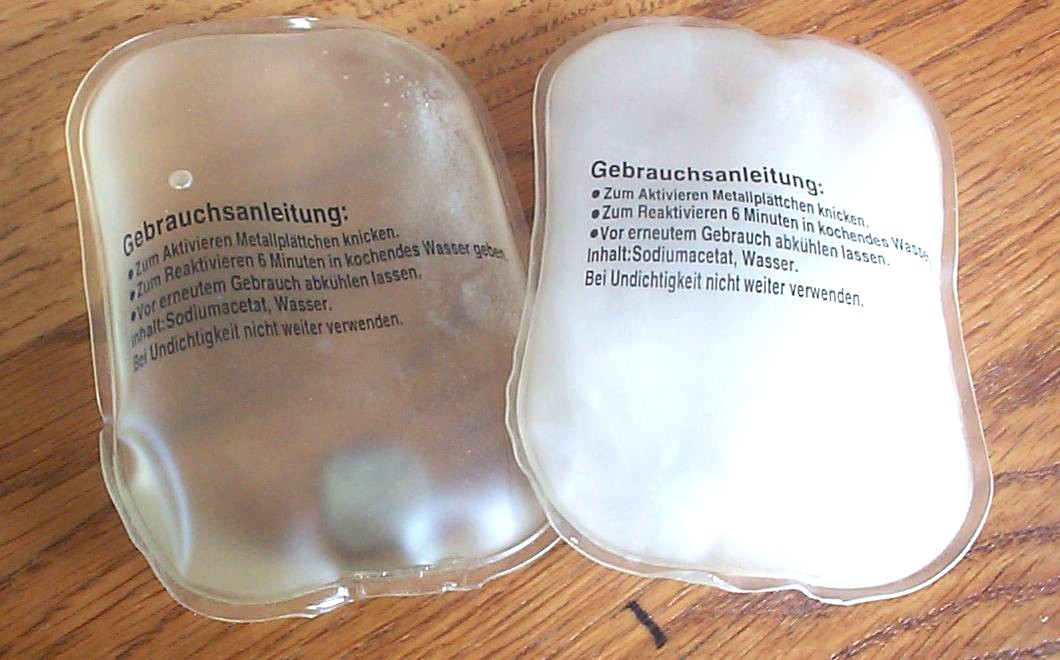
وسادة تدفئة حاوية على مادة متغيرة الطور من أسيتات الصوديوم. عندنا يتبلور محلول المادة يحدث انتشار للحرارة.

المادة متغيرة الطور (PCM) هي مادة تنشر أو تمتص كمية كافية من الطاقة عند التحول الطوري بشكل يؤمن مصدراً آمناً سهل التعامل للتسخين أو التبريد.
لهذه المواد العديد من التطبيقات، منها إمكانية استخدامها في عزل المباني.